# Iwajlo Stojanow

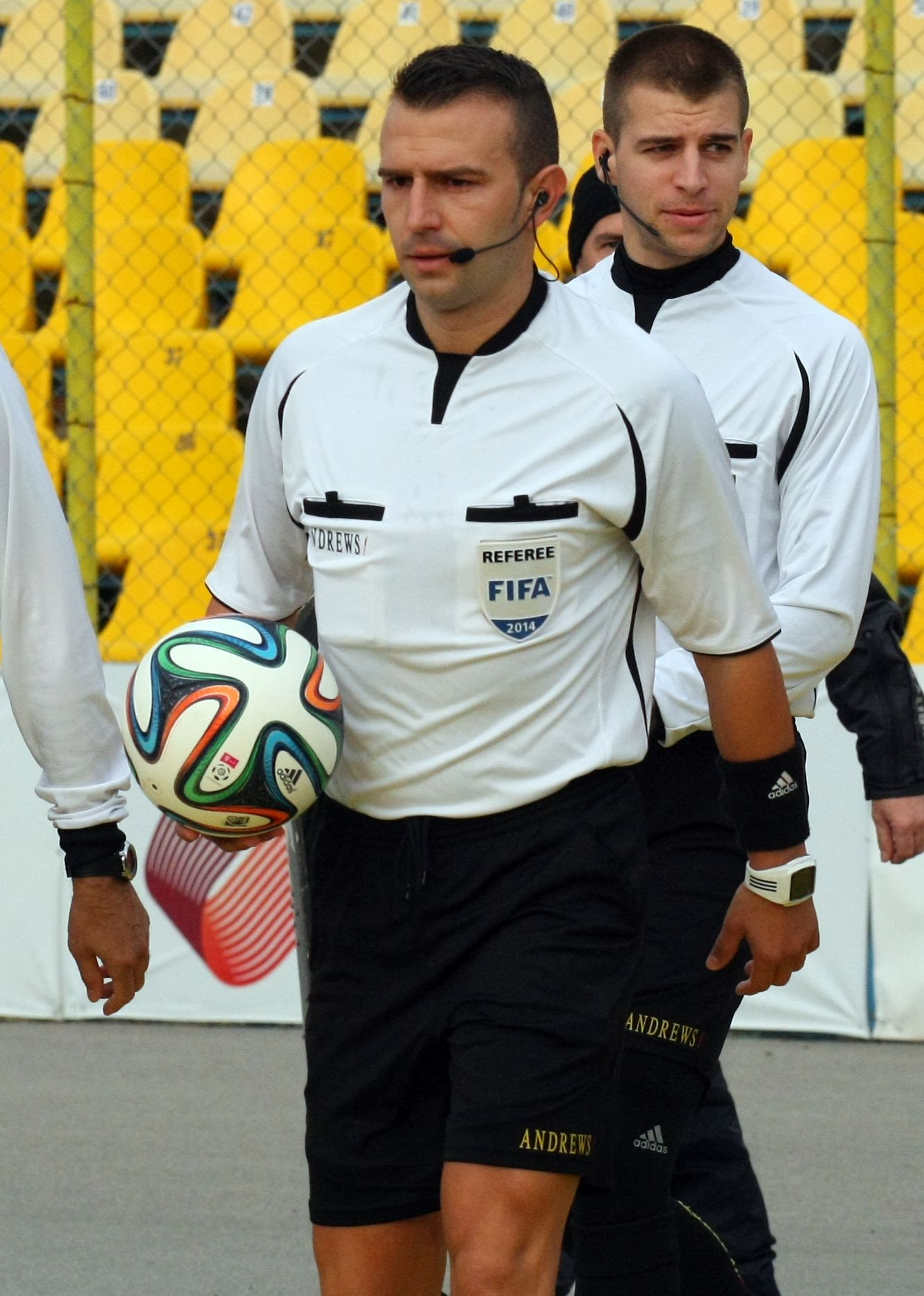
Iwajlo Stojanow (2014)

Iwajlo Iwanow Stojanow (bulgarisch Ивайло Иванов Стоянов; * 28. März 1981) ist ein bulgarischer Fußballschiedsrichter.
Stojanow leitet seit mindestens der Saison 2008/09 Ligaspiele in der bulgarischen Parwa liga und hatte in dieser bislang bereits über 220 Einsätze.
Von 2012 bis 2022 stand Stojanow auf der Liste der FIFA-Schiedsrichter und leitete internationale Fußballpartien. Bei der U-17-Europameisterschaft 2013 in der Slowakei leitete Stojanow zwei Spiele in der Gruppenphase, bei der U-17-Europameisterschaft 2015 in Bulgarien wurde er als Vierter Offizieller eingesetzt. Im November 2019 pfiff Stojanow ein Spiel in der Europa League, im Oktober 2020 ein Spiel in der Nations League.
Seit 2023 steht Stojanow als Videoschiedsrichter auf der FIFA-Liste und wird seitdem ausschließlich als VAR bei internationalen Fußballspielen eingesetzt. Stojanow war bei der U-17-Weltmeisterschaft 2023 in Indonesien als Videoschiedsrichter im Einsatz.